# Unión Cordobesa de Rugby
La Unión Cordobesa de Rugby es la organización rectora del rugby en la Provincia de Córdoba, Argentina. Anualmente regulariza el Torneo de Córdoba.

## Historia
La Unión se fundó el 20 de abril de 1931, con el fin de facilitar la práctica del rugby en la provincia. 
En los últimos años la Unión Cordobesa de Rugby ha sido la de más rápido crecimiento en el país, pasando de 19 clubes en la década de 1980 a alrededor de 40 clubes veinte años después.
Para la temporada 2014, la Unión Cordobesa entregó desfibriladores automáticos para los clubes de Primera División, a través del programa de "Cardioprotección del Rugby de Córdoba". Los aparatos fueron conseguidos por colaboración de la Consultora Link y Link y con el aporte de la firma Fernet Branca.

## Autoridades
| Cargo                          | Dirigente            |
| ------------------------------ | -------------------- |
| Presidente                     | Felix Paez Molina    |
| Vicepresidente 1°              | Gabriel Domínguez    |
| Vicepresidente 2°              | Juan Pedro Freguglia |
| Secretario                     | Eduardo Giaimo       |
| Tesorero                       | Ariel Palmisano      |
| Prosecretario                  | Rolando Saieg        |
| Protesorero                    | Gustavo Paz          |
| Vocales                        | Marcelo Medina       |
| Vocales                        | José Perez Alzaa     |
| Vocales                        | Nelson Andreosi      |
| Vocales                        | Walter Tessadri      |
| Vocales                        | José Macías          |
| Vocales suplentes              | Alejandro Tobal      |
| Vocales suplentes              | César Vozzi          |
| Vocales suplentes              | Guillermo Maldonado  |
| Vocales suplentes              | Lucas Suárez         |
| Vocales suplentes              | Ariel Palavecino     |
| Vocales suplentes              | Maximiliano Bocco    |
| Revisores de cuentas           | Enrique Favre        |
| Revisores de cuentas           | Rodrigo Aguirre      |
| Revisores de cuentas           | Sebastián Barros     |
| Revisores de cuentas suplentes | Luciano Rossi        |
| Revisores de cuentas suplentes | Sebastián Villaba    |
| Revisores de cuentas suplentes | Enrique López Amaya  |
| Consejero invitado             | Roberto Viviani      |
| Representante ante UAR         | Ariel Mamanna        |
| Representante ante UAR         | José Fauez           |

## Selección
La Unión Cordobesa de Rugby es representada por Los Dogos en el Campeonato Argentino de Rugby, encontrándose actualmente en la Zona Campeonato. 
La indumentaria del equipo provincial es roja. El equipo ganó el Campeonato Argentino 7 veces y llegó a 8 finales.
- Campeonato Argentino de Rugby
  -  Ganadores (7): 1995, 1996, 1997, 2001, 2009, 2011, 2012
  - Finalistas (8): 1963, 1970, 1980, 1987, 1992, 1994, 2002, 2004

### Participación en copas
Cross Border
- Cross Border del Este 2009: Campeón invicto.
- Cross Border 2010: Vicecampeón.
- Cross Border 2011: Campeón invicto.
- Cross Border 2012: Campeón invicto de zona 1.

## Rugby Juvenil
La Unión Cordobesa, ofrece  a los jóvenes torneos especiales para que también puedan participar y jugar, estos torneos abarcan desde los chicos menores de 15 hasta los menores de 19.
La categoría de estos torneos se denominan con una "M" (menores) y la edad correspondiente de los participantes: 
- M-15
- M-16
- M-17
- M-18
- M-19

Cada uno de los equipos afiliados a la Unión Cordobesa de Rugby posee uno o dos equipos para cada categoría.

## Clubes afiliados
- Córdoba Athletic Club
- Jockey Club Córdoba
- Club La Tablada
- Club Palermo Bajo
- Tala Rugby Club
- Urú Curé Rugby Club
- Club Universitario de Córdoba
- Ranqueles ( Laboulaye)
- ACV Rugby Club
- Baguales Rugby Club (Jesús María)
- Córdoba Rugby Club
- Jockey Club de Villa María
- Villa General Belgrano RC
- Carlos Paz Rugby Club
- Los Cuervos Rugby Club
- Universidad Nacional de Córdoba
- Universidad Tecnológica Nacional
- Club Social La Carlota
- Taborin Rugby Club
- Alta Gracia Rugby Club
- Arroyito Rugby Club (Los Hurones)
- Jockey Club de Río IV
- Santa Rosa Rugby Club
- Conas Rugby Club
- San Martín Rugby Club
- Río Tercero Rugby Club Los Zorros
- Universidad Católica de Córdoba
- San Francisco Rugby Club (Los Charabones)
- Oncativo-Oliva[3][4][5]